# アーデンアーケード (カリフォルニア州)
アーデンアーケード（英: Arden Arcade）は、アメリカ合衆国カリフォルニア州のサクラメント郡にある国勢調査指定地域（CDP）。州都サクラメントの東に隣接している。
アメリカ合衆国国勢調査局による2000年国勢調査では人口96,025人となっていたが、国勢調査の後の境界変更のために2010年では92,186人と4％減少した。

## 歴史
この地域の文書による歴史は、1843年8月10日にメキシコ政府からジョン・サッターに与えられた特許土地、ランチョ・デル・パソの一部であったことが始まりだった。サッターはその土地をエリアブとハイラムのグリムズ兄弟およびジョン・シンクレアに譲渡し、その後サミュエル・ノリス、ジェイムズ・ハギンと所有者が変わった。1910年にはハギンの会社であるランチョ・デル・パソ土地会社からサクラメント・バレー植民地化会社に150万ドルで売却された。ハギンが所有していたときのランチョ（牧場）は馬の飼育で有名であり、この牧場で飼育された馬の1頭がベン・アリ・ステークス、別名ケンタッキーダービーで優勝したことがあった。現在のキャピタルシティ・フリーウェイ（州間高速道路80号線）のマルコーニ・カーブの北西、アーケード・クリーク沿いにあったオークの木がある大きな牧草地の昔の名前が「アーケード」だった。馬の出荷場近くに自生するオークの木は鉄道でケンタッキー州に向う前の何百頭もの馬を繋ぎ止めるために使われていた。ランチョ・デル・パソから一度に1,000頭を越える馬を載せて出発する列車もあった。これらのオークの木は建築物のアーケードの様に並んでいた。このことから地域に「アーケード」という名前が付いた。ここがケンタッキーやさらにその向こうまで鉄道による馬の出荷場として使われたのは1880年頃から1905年の間だった。64の区画がある馬屋が24棟あり、その外には競走馬に必要な労働力があった。当時建てられ現在も残っている建物は1914年建設のアーデン中学校と1919年建設のデル・パソ・カントリークラブであり、このカントリークラブはランチョの名前を継承していた。町が川を越えて大きくなった1920年代と1930年代に家屋が建てられたが、さらに増えたのは後年になってからだった。

## 地理
アーデンアーケードは北緯38度36分19秒 西経121度22分47秒 / 北緯38.60528度 西経121.37972度に位置する。アメリカ合衆国国勢調査局に拠れば、市域全面積は19.0平方マイル (49.2 km2)であり、このうち陸地は18.9平方マイル (48.9 km2)、水域は0.1平方マイル (0.35km2)で水域率は0.58％である。

### 境界
アーデンアーケードの北側境界は州間高速道路80号線であり、南はアメリカン川、西はイーサンウェイ、東はミッション・アベニューとなっている。

## 地域社会

### 交通
アーデンアーケードの中を3つの主要高規格道路を使うことができる。州間高速道路80号線は町の北部を通り、北の境界にもなっている。直ぐ東にはキャピタルシティ・フリーウェイが走り、南境界であるアメリカン川の直ぐ南にはアメリカ国道50号線が通っている。東西方向の大通りとしては、エル・カミノ・アベニュー、マルコーニ・アベニュー、アーデンウェイ、アルタ・アーデン・イクスプレスウェイ、およびフェアオークス・ブールバードがあり、南北方向にはフルトン・アベニュー、ワット・アベニュー、ハウ・アベニューおよびイースタン・アベニューがある。
アーデンアーケードを横切る主要幹線道路の多くは、産業革命の有名な発明者に因んで名付けられている。例えば次の通りである。
- ワット・アベニュー - ジェームズ・ワット、蒸気機関
- ハウ・アベニュー - エリアス・ハウ、ミシン
- ホイットニー・アベニュー - イーライ・ホイットニー、コットンジン（綿繰り機）、フライス盤
- エジソン・アベニュー - トーマス・エジソン、電球など
- マルコーニ・アベニュー - グリエルモ・マルコーニ、ラジオ、無線電信
- フルトン・アベニュー - ロバート・フルトン、蒸気船
- モールス・アベニュー - サミュエル・モールス、電報
- ベル通り - アレクサンダー・グラハム・ベル、電話

### ショッピング
アーデンアーケードにはサクラメント郡でも有数のショッピングセンターが幾つかある。タウン・アンド・カントリー・ビレッジは1940年代から営業しており、フルトン・アベニューとマルコーニ・アベニューに面する専門店を抱えるショッピングセンターである。1960年代に建設され最近改装されたカントリー・クラブ・プラザはエル・カミノ・アベニューとワット・アベニューの角にあり、メイシーズやロス・ドレス・フォー・レスの店舗が入っている。店舗用床面積は700,000平方フィート (65,000 m²) である。パビリオンはハウ・アベニューの東側、フェアオークス・ブールバードに沿う大規模なショッピングと食事のセンターである。

### 教育
アーデンアーケードの地域には高校が5校、中学校が2校、ハイテク専門学校が1校、小学校が2校ある。

### デル・パソ・カントリークラブ
デル・パソ・カントリークラブはアーデンアーケードにあるプライベートのゴルフコースである。1916年にランチョ・デル・パソの一部だった所に設立された。会員は紹介によっている。このクラブは最近改装された18ホールのコースがあり、最新技術を駆使したフィットネスセンターなどの施設もある。

### 住宅
アーデンアーケードにはサクラメント地域でも高級住宅が並ぶ地区がある。アメリカン川やアメリカン川パークウェイ沿いには100万ドルクラスの豪邸が並んでいる。しかし、より取得可能なレベルの住宅もかなりの量である。
アーデンアーケードには1976年以来知事官邸を置いており、ジョージ・デュークメジアン、ピート・ウィルソン、グレイ・デイビスといった歴代知事がウィルハギン地域のウィルハギン湖ドライブにそった官邸を使ってきた。アーノルド・シュワルツェネガー知事がこの家屋には住まず、サクラメント中心街ハイアットのペントハウスを使うことにした2004年に官邸は売却された。

## 政治

### 地域の政治

#### 自治体化計画
2010年11月2日、地域住民の投票で自治体化法案を諮った。この投票は反対76％、賛成24％で否決された。これが承認されておればアーデンアーケード市が誕生するはずだった。その境界は北がオーバーン・ブールバード、南がアメリカン川ドライブ、西がイーサンウェイ、東がミッション・アベニューとジェイコブ・レインとされていた。
この市は市政委員会・シティマネジャー方式を採用するはずだった。市政委員7人に22人が立候補した。もし自治体化法案が可決されておれば、7人が市政委員に、最高得票者が市長になるはずだった。またシティマネジャーは市政委員会に雇用され、市政委員会が承認した市の目標、政策および条例を実行するはずだった。自治体化法案が否決されたために選挙の結果は論争点となった。
サクラメント地方自治体化委員会の管理で完成された財務分析に拠れば、提案された市は「財政的に実現可能と考えられる」ものだった。委員会は3つの基準で新しい市の可能性を評価する。つまり「実現可能」「実現可能性無し」と「実現可能と考えられる」である。提案された市の財政は実現可能と保証されるほどには強力ではなかった。
この財務分析には州法に定められるサクラメント郡に支払うべき「税収中立支払分」が含まれている。市の納税者は消費税の収入減に対してサクラメント郡に年間600万ドル以上、35年間以上で2億1,900万ドルの払い戻しを求められることになっていた。
サクラメント地方自治体化委員会の分析に拠ると、新しい市政府は年間3,700万ドルの歳出を必要とする。シティマネジャー、市検察官、市事務官、開発部、動物管理部などを維持するための総予算として32,086,600ドルが予測され、道路の維持には4,948,000ドルが予測された。この分析は市役所の維持と建設のためのコストのような必要資本の評価は含まれていない。カリフォルニア州都市同盟が9月に発行した給与調査では、シティマネジャーの給与は181,135ドル（ウッドランド市）から353,000ドルまであり、最も可能性が高いのは20万ドル以上だった。
自治体化推進者は、新しい市は新しい課税がなくてもサービスを改善し、アーデンアーケード市に地域社会の誇りを創造すると主張した。
歳入は大半が資産税と消費税から得られるはずだった。サクラメント地方自治体化委員会の資産税計画は地域の資産価値について、「新しい開発から上がる付加価値を除いて年間平均資産価値上昇率を5,2％と仮定する財務モデル」に基づいている。資産の販売と小売の販売額は失業率に密接に結びついており、サクラメントは労働統計局の最近の情報に拠れば、372都市のうちの326位に位置付けられている。

#### サクラメント市による併合の可能性
2010年8月24日時点でサクラメント市はそのウェブサイトにアーデンアーケードを併合する計画は無いと掲載した。サクラメント地方自治体化委員会のみが州法の下で市による地域の併合を承認または不可とする行政権限を持っている。委員会は都市に対して総合計画を維持し、司法権が重複する事を監視するよう求めている。この要求に従いサクラメント市はアーデンアーケードに関する情報を集めているが、自治体化に向けた動きは何も採っていない。動くとすればその第1段階はアーデンアーケードを市の「影響下」にあるものとして識別することである。
自治体化の推進者は繰り返し、市が多くとも6か月の間に地域を併合でき、この場合には住民に承認するための機会が無いと主張してきた。サクラメント市の手続きには多くの段階があり、長く費用のかかる手続きを経て3年ないし5年の月日を要して慎重に決めることとしている。最も新しく併合した土地はグリーンブライアーと呼ばれる休耕中の農地数百エーカーだった。開発者から併合の要請が出てからこの議論も無い小さな土地を併合するまでに4年間がかかり、環境影響評価、市民サービスの照査、組織化計画、財務計画、課税合意など4回も繰り返された。
サクラメント市がそのウェブサイトで説明しているようにある地域の住民は併合を求めることが出来る、あるいは市がそれを調査できる。住民が居る場合、併合は併合を提案された地域内有権者の多数によって支持されなければならないとしている。
もし市が併合に向けた長い道を進み、住民投票で承認されれば、市は地方自治体化委員会に申請手続きを行うことになる。委員会が申請書を審査するときの多くの要素はそのウェブサイトに詳細に記載されており、その権限が記されている。これには公聴会を開く機会も含まれている。
サクラメント市が最後に併合したのは住民がいない地域であり1950年代後半だった。アーデンアーケードでは1960年代に併合について議論されたが、サクラメント市は編入に向けて具体的な手続きを始めなかった。
市の総合計画を更新するときの一部としてこの地域を分析した市のスタッフは、アーデンアーケードは「ほとんど完成している」と述べた。市は、この地域がかなりのインフラを必要としており、編入には地域の反対が予想されるとも述べた。

#### アーデンアーケード地域計画委員会
アーデンアーケード地域計画委員会は9人の委員からなる委員会であり、地域のための決議を行う支援を行っている。この9人はサクラメント郡管理委員会から指名されている。

### 州と連邦議会
カリフォルニア州議会では、上院の第6および下院の第5、第10選挙区に属している。連邦議会下院ではカリフォルニア州第3および第5選挙区に属している。2010年時点で州の上院は共和党員、下院は共和党と民主党各1人の議員が、連邦議会も共和党と民主党各1人の議員が務めている。

## 人口動態
以下は2009年の推計による人口統計データである。
| 基礎データ - 人口: 96,025人 - 世帯数: 42,987世帯 - 家族数: 23,427家族 - 人口密度: 1,963.7人/km2（5,084.9人/mi2） - 住居数: 44,818軒 - 住居密度: 916.5軒/km2（2,373.3軒/mi2） 人種別人口構成 - 白人: 89.36% - アフリカン・アメリカン: 6.02% - ネイティブ・アメリカン: 0.96% - アジア人: 4.86% - 太平洋諸島系: 0.43% - その他の人種: 5.18% - 混血: 5.20% - ヒスパニック・ラテン系: 11.98% 年齢別人口構成 - 18歳未満: 21.4% - 18-24歳: 10.5% - 25-44歳: 29.0% - 45-64歳: 22.5% - 65歳以上: 16.6% - 年齢の中央値: 38歳 - 性比（女性100人あたり男性の人口） - 総人口: 90.2 - 18歳以上: 86.7 | 世帯と家族（対世帯数） - 18歳未満の子供がいる: 24.5% - 結婚・同居している夫婦: 37.8% - 未婚・離婚・死別女性が世帯主: 12.4% - 非家族世帯: 45.5% - 単身世帯: 36.3% - 65歳以上の老人1人暮らし: 11.2% - 平均構成人数 - 世帯: 2.19人 - 家族: 2.88人 収入と家計 - 収入の中央値 - 世帯: 40,335米ドル - 家族: 51,152米ドル - 性別 - 男性: 38,935米ドル - 女性: 31,743米ドル - 人口1人あたり収入: 26,530米ドル - 貧困線以下 - 対人口: 13.7% - 対家族数: 9.9% - 18歳未満: 20.2% - 65歳以上: 4.9% |

## 関係者
- ロバート・T・モナガン - 元カリフォルニア州議会下院議長
- ファビアン・ヌネス - 元カリフォルニア州議会下院議長
- ランディ・パラガリー - レストラン経営者
- ヒディエット・ターコルー - トルコのプロバスケットボール選手、現在オーランド・マジック、元はサクラメント・キングス、トロント・ラプターズなど